# Radstadt
Radstadt é uma cidade da Áustria, situada no distrito de St. Johann im Pongau, no estado de Salzburgo. Tem 60,84 km² de área e sua população em 2019 foi estimada em 4.804 habitantes.